# تارنوگراد
تارنوگراد (به لاتین: Tarnogród) یک شهر و گمینا در لهستان است که در گمینا تارنوگرود واقع شده‌است. تارنوگراد ۱۰٫۶۹ کیلومتر مربع مساحت و ۳٬۳۷۲ نفر جمعیت دارد.